# Gaston Courtois
Gaston Courtois (21 de novembro de 1897 - 22 de setembro de 1970) foi um eclesiástico francês. Membro da Congregação dos Filhos da Caridade, ele fundou o movimento Cœurs Vaillants, foi diretor geral da Sindicato dos Trabalhadores Católicos da França e co-fundador do Bureau International Catholique de L'enfance.

## Biografia
Gaston Courtois foi ordenado sacerdote em 1925, após seguir o ensino do Seminário do Saint-Sulpice em Issy-les-Moulineaux, a partir de 1919. Ingressou na congregação Filhos da Caridade em 1921. Ele se tornou secretário da Sindicato dos Trabalhadores Católicos da França em 1929, e depois chegou a diretor em 1937  . Em 08 de dezembro de 1929, cria com os abades Gabriel Bard, do Sindicato dos Trabalhadores Católicos da França e Pierre Rougement (Abbé Henri Guesdon) a revista para os jovens Cœurs Vaillants, que está na origem do Movimento dos"Vœurs Coeurs" em 1936, hoje se tornou a Ação Católica Pela Criança.
Com Marcel Job, em 1940, ele criou o semanário Vaillance, publicado em Lyon, que apareceria até 1944.
Ele escreve mais de cem livros, principalmente para jovens e sobre educação. Ele às vezes usa o pseudônimo de Jacques Coeur. Fundador da editora Fleurus, em 1946, contribuiu para a coleção de álbuns infantis "Belles Histoires, belles vies".
Gaston Courtois foi co-fundador em 1948 e capelão geral do International Catholic Child Bureau. Em 1955, foi nomeado procurador-geral dos Filhos da Caridade, em Roma.